# WEB STAGE
株式会社WEB STAGE（ウェブステージ）は、東京都千代田区に本社を置き、日本全国にWeb戦略・マーケティングコンサルティング・DX支援・コンサルティングを展開する企業。ステージグループの中核企業である。

## 概要
2005年よりWebサイト構築を中心とした事業を行い、業種別・目的別に複数のブランドを展開しているステージグループの中核企業。Webコンサルティングやマーケティング支援に力を入れている。グループ会社には、株式会社バックステージ、株式会社アイウェイヴ、株式会社STAAAGE、株式会社ステージアジアジャパン、株式会社プロステージ、Prostage LLC.ほかが属している。

## 主な事業
- 集客強化のためのWeb戦略・マーケティング「WEBSTAGE」
- 医療機関専門のWebコンサルティング・企画・制作・運用「メディカルウェブステージ」
- 最短で結果を出したい企業のためのWebコンサルティング